# Luiz Cláudio Costa (empresário)
Luiz Cláudio Costa (Rio de Janeiro) é um empresário, advogado, jornalista e administrador brasileiro. Casado há 30 anos, tem dois filhos. Já atuou em diversos veículos de comunicação. Atualmente, é presidente da Record.

## Carreira
Nascido no Rio de Janeiro, iniciou sua carreira na área no jornal Hoje em Dia, de Belo Horizonte. Ali permaneceu de setembro de 1992 até o início de 1994.
Dirigiu a TV Record Goiás, entre 1994 e 1995, quando transferiu-se para a TV Record Rio Preto, no interior do estado de São Paulo. Permaneceu por dois anos nesta emissora. Em ambas as emissoras, seu trabalho fundamentou-se na implantação da estrutura e cultura da rede.
Em 1997, Luiz Claudio foi transferido para Santa Catarina com a responsabilidade de dirigir as três emissoras do estado, TV Record Florianópolis, TV Record Itajaí e TV Record Oeste Catarinense. 
No ano de 1998 assumiu a TV Record Rio de Janeiro, iniciando uma nova fase em sua carreira. Nesta emissora o seu trabalho foi mais focado na programação, que começava a ganhar destaque no cenário em rede nacional. Foi responsável pela realização, a partir dos estúdios da Record na capital fluminense, de diversos programas nacionais. Entre eles, Ratinho Livre e Programa Ana Maria Braga (as maiores estrelas da Record na época); para isso, contou com a importante parceria de Eduardo Lafon, diretor artístico e de programação da época.
Um ano depois, já com a programação consolidada no Rio de Janeiro, assumiu o cargo de gestão na sociedade entre a Record e a RIC TV no Paraná. Em 2000, foi para Minas Gerais, onde inaugurou as instalações atuais da TV Record Minas. 
Em meados de 2001, Luiz Claudio assumiu a direção nacional de programação e operações. Neste período trabalhou em parceria com Del Rangel e foi responsável pela programação da Record Internacional, tendo realizado o lançamento das operações nos Estados Unidos. No final de 2002, Costa assumiu a direção nacional de afiliadas, sendo responsável pela ampliação da cobertura da Record pelo país.
Em 2004, foi para a Rede Mulher e deu início aos primeiros contatos que culminaram, mais tarde, no lançamento da Record News. Em 2006 assumiu a direção da editora do Grupo Record no Rio de Janeiro, voltando assim à área gráfica.
Em 2007, com a aquisição pela Record, do Correio do Povo, centenário jornal gaúcho e a aquisição da Rádio Guaíba e da TV Guaíba, Luiz Claudio assumiu a vice-presidência do Grupo Record no Rio Grande do Sul. Pouco tempo depois alcançou a presidência, permanecendo até 2009.
Em 2009, assumiu a direção geral da filial da emissora em Brasília, onde contribuiu para  sua consolidação como uma das mais fortes emissoras da Record no Brasil. Em 2011, foi eleito presidente da Associação Brasileira de Rádio e Televisão (ABRATEL). Em 2013, assumiu a presidência da Record, cargo que ocupa até hoje.